# Sanwan
Sanwan (chinesisch 三灣鄉, Pinyin Sānwān Xiāng, W.-G. San1-wan1 Hsiang1, Hokkien Sam-oan-hiong, Hakka Sâm-vân-hiông) ist eine Landgemeinde (鄉,  Xiāng) im Landkreis Miaoli in der Republik China (Taiwan).

## Lage
Sanwan liegt an der Nordgrenze des Landkreises Miaoli. Das Gemeindegebiet hat grob angenähert etwa die Form eines Hufeisens, oder des Buchstabens „U“, wobei die Öffnung des Hufeisens nach Ostsüdost zeigt. Durch den Norden Sanwans fließt in einer großen Flussschleife in Form eines umgekehrten „S“ der Zhonggang-Fluss (中港溪,  Zhōnggǎng xī – „Zentralhafen-Fluss“). Außerhalb der Flusstäler ist das Terrain überwiegend durch Hügel- und Bergland geprägt. Im Westen Sanwans liegt der maximal 1,65 km² große Yongheshan-Stausee (永和山水庫, ).
Die angrenzenden Gemeinden sind die Stadt Toufen im Nordwesten, Zaoqiao im Südwesten, Shitan im Süden, Nanzhuang im Osten sowie Emei (im Landkreis Hsinchu) im Nordosten.

## Geschichte
Sanwan wurde ab dem 18. Jahrhundert hauptsächlich von Hakka-Einwanderern, die aus der Umgebung des heutigen Meixian und Jiaoling und zum kleinen Teil aus Haifeng, Lufeng und Raoping in der Provinz Guangdong kamen, besiedelt. Einige Einwanderer kamen auch aus dem östlichen Fujian. Die Einwanderer ließen sich zunächst im Gebiet des heutigen Hsinchu nieder und wanderten zur Herrschaftszeit Qianlongs weiter nach Sanwan. Der Ortsname Sanwan kann mit „drei Biegungen“, oder „dritte Biegung“ übersetzt werden. Damit waren drei Flussschleifen des Zhonggang-Flusses gemeint (內灣,  Nèiwān – „innere Schleife“, 二灣,  Èrwān – „zweite Schleife“, 三灣,  Sānwān – „dritte Schleife“), in dessen Flusstal sich die ersten Einwanderer ansiedelten. Seit 1950 ist Sanwan eine Landgemeinde im Landkreis Miaoli.

## Bevölkerung
Die große Mehrheit der Bewohner (über 95 %) gehört der Hakka-Volksgruppe an. Angehörige indigener Völker machen einen Anteil von etwa 0,6 % aus (Ende 2019 40 Personen). Die Bevölkerungszahl sinkt seit längerem aufgrund von Abwanderung bzw. Überalterung, was zu einem Arbeitskräftemangel in der Landwirtschaft geführt hat.
| Gliederung Sanwans |
|                    |

## Verwaltungsgliederung
Sanwan ist in 8 Dörfer (村,  Cūn) untergliedert:
1 Dingliao (頂寮村)

2 Beipu (北埔村)

3 Tongjing (銅鏡村)

4 Sanwan (三灣村)

5 Neiwan (內灣村)

6 Yonghe (永和村)

7 Daping (大坪村)

8 Dahe (大河村)

## Wirtschaft

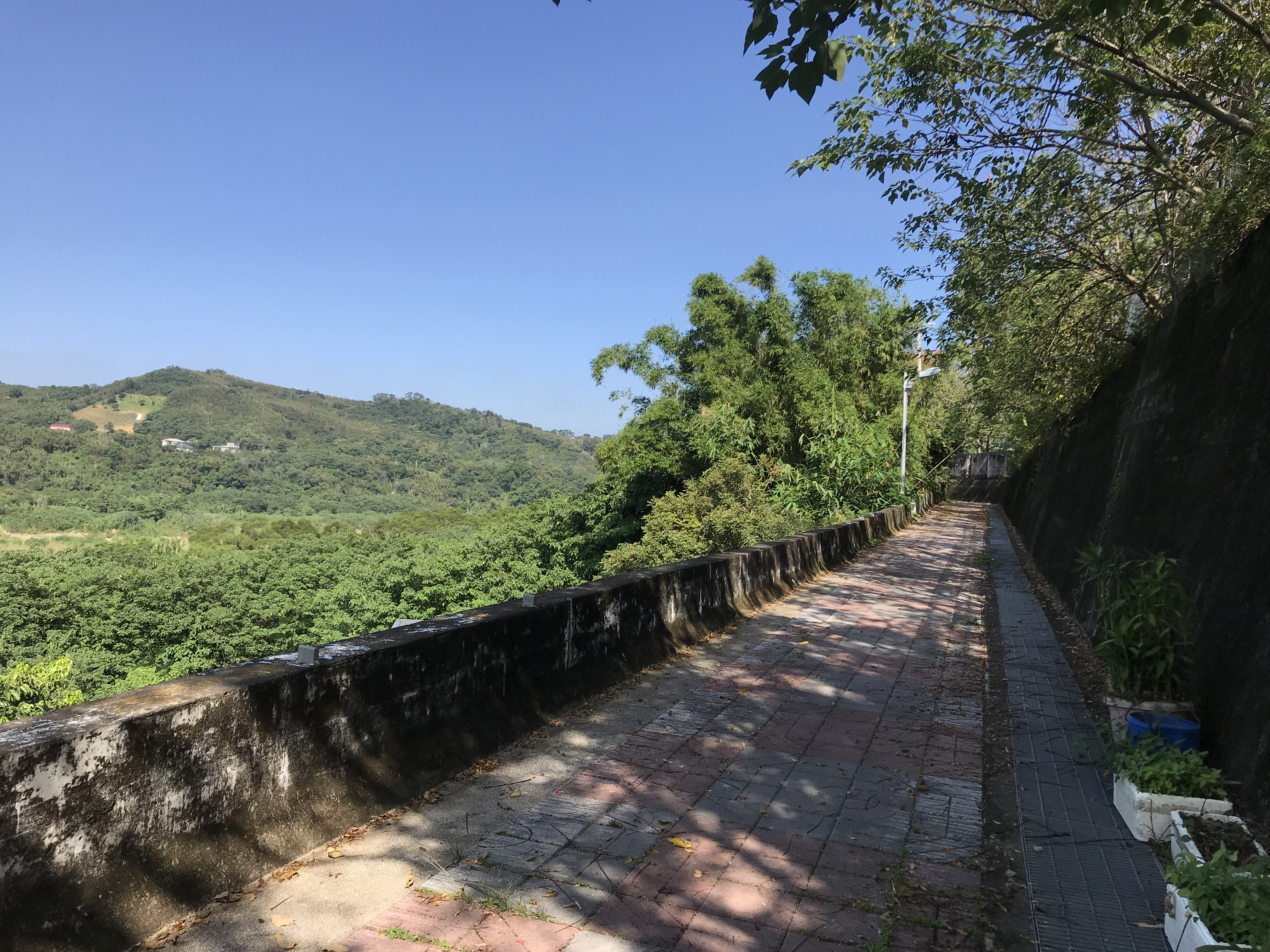
Landschaftsimpression

Etwa 75 % der erwerbstätigen Bevölkerung sind in der Landwirtschaft beschäftigt. Bekannte Produkte sind „Sanwan-Birnen“ (三灣梨), die auf etwa 100 ha angebaut werden, sowie verschiedene Zitrusfrüchte.

## Verkehr
Wichtigste Verkehrsader ist die Provinzstraße 3, die von Norden nach Süden verläuft. Von dieser zweigt die Kreisstraße 124 ab, die parallel zum Zhonggang-Fluss nach Osten zieht. Den nächsten Eisenbahn- und Autobahnanschluss gibt es im westlich angrenzenden Toufen.

## Besonderheiten, Tourismus
Die Hauptsehenswürdigkeit in Sanwan ist die Natur und die Gemeindeverwaltung ist bemüht, den Naturtourismus auszubauen.